# 湯姆·布拉德肖
湯姆·布拉德肖（Thomas William C. "Tom" Bradshaw，1992年7月27日—）是威爾斯的一位足球運動員，在場上司職前鋒。現效力於英冠球隊米禾爾。威爾斯國家足球隊成員。布拉德肖在2016年3月首次代表威爾斯國家足球隊參賽。

## 外部連結
- Tom Bradshaw profile at the Shrewsbury Town website
- Tom Bradshaw Welsh Premier League career stats
- 足球数据库：Tom Bradshaw的球员统计数据